# Na 'xes Kardia
Na 'Xes Kardia är den cypriotiska artisten Anna Vissis album och släpptes 1984.

## Låtlista
1. Zoi Na Ehoume
2. Ime I Anna
3. Ela
4. Natan Mia Nihta E Zoi
5. Diki Sou
6. Ke Eho Tosa Na Thimame
7. Anthropino To Lathos Mou
8. Mono Gia Senane
9. M'agapouse Pou Les
10. Na 'Xes Kardia
11. Mi Me Rotas
12. Kalitera Na Poume Antio